# Gymnarrhena micrantha
Gymnarrhena micrantha Desf., 1818 è una pianta angiosperma dicotiledone appartenenti alla famiglia delle Asteraceae. Gymnarrhena micrantha è anche l'unica specie del genere Gymnarrhena Desf., 1818

## Descrizione

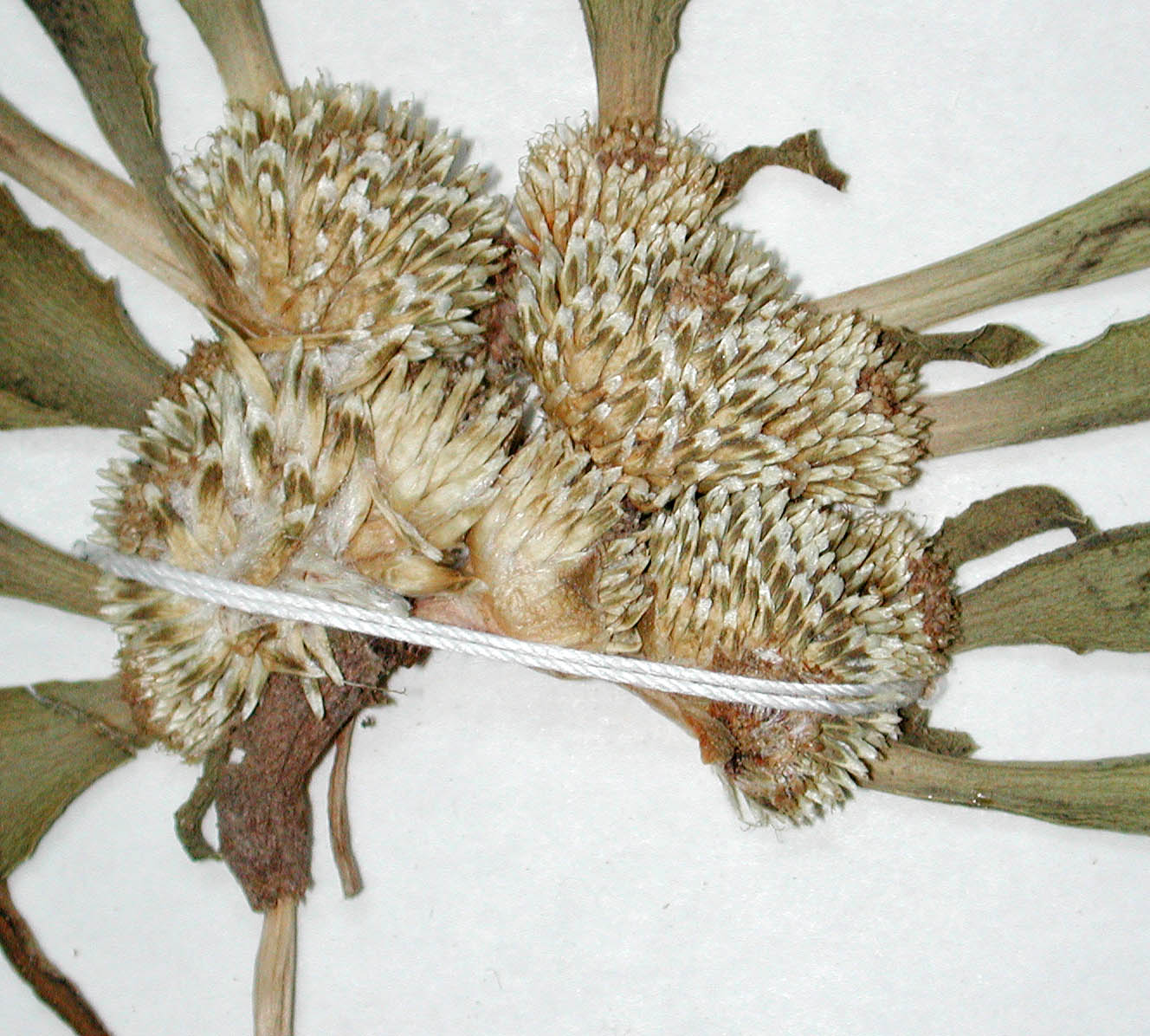
Infiorescenza aerea

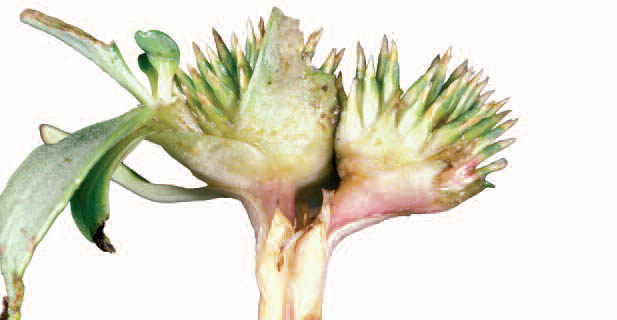
Infiorescenza sotterranea

I caratteri tipici delle Asteraceae in questa specie, adattatasi a condizioni di vita estreme, sono difficilmente riconoscibili. È una pianta erbacea perenne di tipo rosulata con fusto alto pochi cm. È una specie anficarpica, cioè che produce infiorescenze sia aeree che sotterranee. Nelle annate con scarse precipitazioni la parte aerea della pianta può seccare del tutto, e la riproduzione può avvenire per cleistogamia della parte ipogea.
Le foglie sono sessili, prostrate e formano una densa rosetta basale; la forma delle foglie varia da strettamente lanceolata a strettamente ovale con bordi dentellati; la superficie è glabra.
Le infiorescenze sono composte da capolini di due tipi: sotterranei e subaerei. I capolini sotterranei, omogami, pistillati e cleistogami, in genere fioriscono per primi, sono racchiusi nelle brattee involucrali e i loro petali (con una corolla vestigiale) protrudono appena in superficie. Le infiorescenze aeree appaiono successivamente; sono raggruppate al centro della rosetta basale ed hanno dei capolini eterogami e disciformi. L'involucro è circondato da brattee embricate in più serie; le brattee hanno una consistenza cartacea e sono colorate di bianco. Il ricettacolo è convesso e marginalmente è ispido.
I fiori sono ermafroditi, tetraciclici (calice – corolla – androceo – gineceo) e pentameri. I fiori si dividono in maschili (staminali) e femminili (pistillati e fertili). I fiori funzionalmente staminali si trovano in piccoli
gruppi, debolmente connessi su pedicelli molto corti e intercalati tra i fiori pistillati. I fiori pistillati sono solitari e ognuno è racchiuso in una rigida bianco-verde brattea.
- Formula fiorale:

- /x K {\displaystyle \infty }, [C (5), A (5)], G 2 (infero), achenio

- Calice: i sepali del calice sono ridotti o quasi inesistenti (il calice consiste in una minuta coroncina).
- Corolla: i fiori staminali hanno delle piccole corolle a 3 - 4 lobi e sono colorati di biancastro; i fiori pistillati hanno una corolla filiforme.
- Androceo: i fiori staminali hanno gli stami con 3 - 4 antere calcarate e senza code e appendice apicale, mentre il polline è echinato;
- Gineceo: l'ovario è infero uniloculare formato da 2 carpelli; nei fiori staminali lo stilo è indiviso e troncato mentre l'ovario è vestigiale; nei fiori pistillati lo stilo ha dei rami lunghi con apici arrotondati.

### Frutti
Il frutto è un achenio con pappo. Gli acheni dei fiori sotterranei sono più grandi e germinano sottoterra, sono nerastri, piatti e pubescenti; il pappo è assente o breve con setole appiattite alla base un po' squamose. Gli acheni dei fiori pistillati subaerei si sviluppano solo in presenza di piogge ed hanno forme ovoidali, sono cigliati e villosi per lunghi peli doppi; il pappo è formato da lunghe scaglie a contorno lanceolato e acuminate apicalmente. Gli acheni dei fiori funzionalmente staminali sono vestigiali con pappo di poche squame.

## Biologia
- Impollinazione: l'impollinazione avviene tramite insetti (impollinazione entomogama tramite farfalle diurne e notturne).
- Riproduzione: la fecondazione avviene fondamentalmente tramite l'impollinazione dei fiori (vedi sopra).
- Dispersione: i semi (gli acheni) cadendo a terra sono successivamente dispersi soprattutto da insetti tipo formiche (disseminazione mirmecoria). I frutti delle parti aeree presentano un pappo che ne facilita la dispersione per mezzo del vento.[11]

## Distribuzione e habitat
L'areale di G. micrantha comprende Nord Africa e Medio Oriente. È una specie tipica di habitat aridi semi-desertici.

## Tassonomia
La famiglia di appartenenza di questa voce (Asteraceae o Compositae, nomen conservandum) probabilmente originaria del Sud America, è la più numerosa del mondo vegetale, comprende oltre 23.000 specie distribuite su 1.535 generi, oppure 22.750 specie e 1.530 generi secondo altre fonti (una delle checklist più aggiornata elenca fino a 1.679 generi). La famiglia attualmente (2021) è divisa in 16 sottofamiglie.

### Filogenesi
Gymnarrhena è un genere monotipico che il sistema Cronquist assegna tradizionalmente alla tribù Inuleae della sottofamiglia Asteroideae. Altre ricerche lo hanno descritto (provvisoriamente) nelle Cichorioideae, ma senza assegnazione tribale. Recenti studi filogenetici riconoscono al genere caratteristiche originali che ne giustificano la inclusione in una tribù (Gymnarrheneae) ed in una sottofamiglia (Gymnarrhenoideae) a sé stanti.

### Sinonimi
Sono elencati alcuni sinonimi per questa entità:
- per la specie:

- Cryptadia euphratensis Lindl.
- Frankia schimperi  Steud.
- Gymnarrhena balansae  Coss. & Durieu

- per il genere:

- Cryptadia Lindl. ex Endl.
- Frankia Steud.